# 얀 가르바레크
얀 가르바레크(영어: Jan Garbarek, 1947년 3월 4일 ~ )는 노르웨이의 색소폰 연주자이다. 찰스 로이드 그룹 및 마일스 데이비스 그룹을 거쳐 키스 자렛 콰르텟에 참가했으며 여기서 1974년 발매된 앨범 <Belonging>으로 세계적인 주목을 받게 되었다. 1977년작 <My Song>은 이 쿼텟의 최대 히트작인 동시에 타이틀곡 "My Song"으로 색소폰 연주자 가르바레크의 이름을 널리 알린 앨범이기도 하다. 1980년대부터 자렛이 스탠더드 음악으로 관심을 돌리면서 그와 결별한 가르바레크는 60년대부터 그의 재능을 눈여겨 보던 만프레드 아이혀의 ECM 레코드에서 보다 실험적인 앨범들을 발매하기 시작했고 이 레이블을 대표하는 재즈 뮤지션이 되었다. 솔로 주자로서 가장 큰 성공을 거둔 준 앨범은 1992년에 발매된 <Twelve Moons>이지만, 랄프 타우너와 협연한 <Dis>(1976), 존 애버크롬비와 함께 한 <Eventyr>(1980) 등 타 연주자와의 교감을 통한 장르 내 실험이나, 파키스탄 음악가 파테 알리 칸과 공동작업한 <Ragas and Sagas>(1992)나 힐리어드 앙상블과 협연한 <Officium>(1994)처럼 타 장르와의 크로스오버를 모색한 실험에서도 큰 족적을 남겼다. 2004년 2월 힐리어드 앙상블과 함께 예술의 전당에서 내한 공연을 한 바 있다.